# Oideterus tibiaprocerus
Oideterus tibiaprocerus es una especie de escarabajo longicornio del género Oideterus, categorizada en la tribu Anacolini, de la subfamilia Prioninae. Fue descrita por Botero, Galileo y Santos-Silva en 2019.
El período de actividad en ejemplares adultos se presenta regularmente entre febrero, septiembre y octubre.

## Descripción
Mide 12,5-12,7 mm de longitud.

## Distribución
Se distribuye por América del Sur: en Colombia, en el departamento del Valle del Cauca.